# Витаньсько Скомарє
Витаньсько Скомарє (словен. Vitanjsko Skomarje) — поселення в общині Витанє, Савинський регіон, Словенія. 
Висота над рівнем моря: 799,9 м.